# Менґлі I Ґерай
Менґлі́ I, також Менґлі Ґірей (крим. I Meñli Geray, ۱منكلى كراى; нар. 1445 — 1515) — кримськотатарський державний, політичний і військовий діяч. Кримський хан (1466, 1469–1475, 1478–1515) з династії Ґераїв. Син Хаджи I Ґерая, засновника Кримського ханства. 1478 року прийняв протекторат Османської імперії, під яким ханство перебувало до кінця XVIII століття.

## Біографія
Кривава боротьба Менґлі з братом Нур-Девлетом за трон почалась зразу після смерті батька у серпні 1466. 16 серпня 1467, захопивши столицю Кирк-Ор, видав ярлик як самостійний правитель ханату.
1469 року «царик Маняк» напав на Поділля, також Волинь, Київщину. Менґлі I Ґерай попередив короля про небезпеку, що дозволило зібрати військо та не допустити розорення Галичини та Західної Волині.
У 1473 році вислав до Москви свого чиновника Азі-Бабу для укладання угоди з Іваном III. Коли повертався назад, разом з ним до Криму вирушив як посол боярин Н. Беклемішев, який мав чітку вказівку Івана III укласти угоду, в якій, зокрема, була умова: «Великий Князь зобов'язаний слати до мене, Царя, поминки…, або дари щорічні».
За правління Менґлі I відбулося остаточне відокремлення Кримського ханства від Золотої Орди. У 1475 році внаслідок вторгнення у Крим османського війська на чолі з великим візиром Гадик Ахметом-пашею, був змушений визнати себе васалом Османської імперії. Невдовзі повалений братом Нур-Девлетом. 1478 року, поваливши останнього, відновився на троні.
За Менґлі I Ґерая Кримське ханство вело війни проти Польщі, Великого князівства Литовського, Московії та Молдови.
1480 року його сили як союзника Московського князівства вторгаються в Поділля, Казимир не має можливості йти з Ахматом (Стояння на Угрі (1480)).
Улітку 1482 Менґлі здійснив похід в Україну за намовлянням московського князя Івана III. 1 вересня він захопив Київ, спалив собори і церкви, взяв до полону багато людей. В подарунок Москві хан вислав віз з награбованим добром з київських соборів і церков.
1491 року на нетривалий час ставправителем Великої Орди. У 1492—1497 роках, уклавши союз з московським князем, здійснив ряд спільних походів на Київщину, Поділля, Волинь і Чернігівщину. 1493 року Менглі-Гірей уже разом з великим князем московським Іваном провели спільний похід на Київ і Київщину. В 1497 році загони Менґлі I Герая були розбиті князем Костянтином Острозьким під Очаковом, а 1505 — Михайлом Глинським під Клецьком.
Вів тривалу боротьбу проти хана Великої Орди Ахмата і його синів, яка завершилася перемогою Менґлі I (весною 1502 року раптовим нападом розігнав, винищив або взяв у полон виснажені голодом юрби, які ще скитались з Шиг-Ахметом; після цього сповістив свого союзника — московського князя Івана III: «ти, брате любий,… тішся і радій»).
Батько Менґлі Хаджі I Ґерай переніс столицю ханства зі Солхата (нині Старий Крим) до розташованої у скелях фортеці Кирк-Ор (сучасний Чуфут-Кале). Менґлі ж у свою чергу побудував нову ханську резиденцію у містечку Салачик в долині біля Кирк-Ору (сьогодні це околиця Бахчисараю). За правління Менґлі I було встановлено титул калги — першого спадкоємця престолу, якого призначав хан.
Збудував у Салачику (нині околиця Бахчисараю) палацовий комплекс Девлет-Сарай (не зберігся). Поруч з палацом збудував Зинджирли-медресе (1500) і дюрбе Хаджі Ґерая, де після смерті поховано і самого Менґлі.

## Сім'я
Діти:
- Мехмед
- Саадет
- Сахіб
- Мубарек
- Айше Хавса
- Ахмед

## Вшанування пам'яті
У Сімферополі є вулиця Менглі Гірея.
18 квітня 2024 року у місті Каховка вулицю Суворова перейменували на вулицю Менґлі Ґерая.